# Théophile Cahn
Pour les articles homonymes, voir Cahn.
Théophile Cahn est un médecin et physico-chimiste français né le 11 août 1896 à Guebwiller et mort le 3 novembre 1986 à Clamart.

## Biographie
En 1926, à l'université de Strasbourg, il présenta sa thèse intitulée Dégénérescence musculaire : assimilation fonctionnelle et action nerveuse : contribution a l'étude des équilibres cellulaires.
Il travailla à l'Institut de biologie physico-chimique peu après sa création.
Il gagna les États-Unis grâce à la « liste Rapkine » et la Fondation Rockefeller. Dans ce plan de sauvetage élaboré par Louis Rapkine et Henri Laugier, sur les 35 chercheurs français sauvés, 10 faisaient partie de l'Institut de biologie physico-chimique, dont Théophile Cahn, qui devint membre du bureau scientifique de l'École libre des hautes études en compagnie de Pierre Auger, Nine Choucroun, Boris Ephrussi, André Mayer, Francis Perrin et Louis Rapkine.
À la Libération, il dirigea le laboratoire de physiologie animale de l'Institut de biologie physico-chimique, puis devint chef du service de physiologie.
Il épousa en 1977 Jeannine Yon-Kahn.

## Publications
- Dégénérescence musculaire, assimilation fonctionnelle et action nerveuse, contribution a l'étude des équilibres cellulaires (thèse, Université de Strasbourg).
- Recherches de physiologie générale sur les variations des équilibres des constituants cellulaires au cours du développement embryonnaire et du jeûne : constitution et évolution de la molécule des protides, avec André Bonot, éditions Octave Doin.
- Les phénomènes biologiques dans le cadre des sciences exactes (1933)
- Biochimie de la contraction musculaire, avec Jacques Houget et André Mayer, Hermann (1934)
- Analyse des mécanismes chimiques chez les êtres vivants (1934)
- Biochimie du jeûne (1935)
- Physiologie (1938)
- Glucides, avec Jacques Houget et Émile Florent-Terroine (1938)
- Lipides et stérides, avec Jacques Houget (1939)
- Quelques bases physiologiques de la nutrition (1946)
- La régulation des processus métaboliques dans l'organisme (1956)
- La vie : fondement, maintien, reproduction, Encyclopédie française
- Modèles électroniques et fonctionnement de l’organisme , Revue philosophique de la France et de l’étranger (1962)
- Un aspect physiologique du problème des collectivités, de la hiérarchie sociale et des individus (1962)
- La vie et l'œuvre de Geoffroy Saint-Hilaire, Presses universitaires de France (1962)
- L'œuvre d'Étienne Geoffroy Saint-Hilaire dans une perspective de l'évolution de la pensée scientifique, in: Revue d'histoire des sciences, tome 25, no 4 (1972)